# Psaliodes confusa
Psaliodes confusa är en fjärilsart som beskrevs av W. Warren 1897. Psaliodes confusa ingår i släktet Psaliodes och familjen mätare. Inga underarter finns listade i Catalogue of Life.